# 返回型別
返回型別（return type）也稱為返回類型，是程序设计裡的詞語，會定義子程序或是方法在結束時所送出資料的資料類型。在許多编程语言裡（特別是像C语言、C++及Java等靜態類型系統的語言），在宣告函式時需要明確指定其返回型別。
以下是Java的例子：
```
public
 
void
 
setShuma
(
int
 
n1
,
 
int
 
n2
)
 
{

    
Shuma
 
=
 
n1
 
+
 
n2

}

public
 
int
 
getShuma
()
 
{

    
return
 
Shuma
;

}

```

返回型別為int，因此程式可以依此方式送出一個int型別的值給呼叫它的程式。若函式沒有回傳值，有許多不同的標示方式，例如在許多程式語言中，會將回傳型別設定為void：
```
public
 
void
 
returnNothing
()

```

## 從函式中回傳值
一個函式在結束其所有的指令，執行到return指令，或是出現例外時，都會結束函式，回到呼叫它的程式執行執行。
在函式宣告時，可以指定函式的回傳型別。在函式中回傳值的方式依程式語言而不同，像Java語言可以用return指令來回傳值。
若函式宣告為void，就沒有回傳值，可以不用加上return指令，但有時也會使用。例如可以用return快速的從流程控制的方塊中離開，回到上一層程式。
```
return
;

```

若針對函式宣告為void，return指令中又加上回傳值，編譯器會出現錯誤。
若沒有宣告為void的函式，需要有加上傳回值的return指令，如下：
```
return
 
returnValue
;

```

而傳回值的型別需要和函式中宣告的一致，例如函式宣告回傳boolean型態，就不能傳回integer型態。
例如在Rectangle類別中的getArea()方法，可以回傳一個整數：
```
    
// A method for computing the area of the rectangle

    
public
 
int
 
getArea
()
 
{

        
return
 
width
 
*
 
height
;

    
}

```

所回傳的整數是由width * height計算而得的結果。
方法也可以回傳引用类型，例如在處理自行車物件的程式中，可能會有一個以下的方法：
```
    
public
 
Bicycle
 
seeWhosFastest
(
Bicycle
 
myBike
,
 
Bicycle
 
yourBike
,

                                  
Environment
 
env
)
 
{

        
Bicycle
 
fastest
;

        
// Code to calculate which bike is 

        
// faster, given each bike's gear 

        
// and cadence and given the 

        
// environment (terrain and wind)

        
return
 
fastest
;

    
}

```